# Sensitive Pornograph
Sensitive Pornograph (яп. センシティブ・ポルノグラフ Сэнситибу Поруногурафу, неоф. русск. «Чувствительный порнограф») — яойная манга, вышедшая в 2003 году. В 2004 году по ней было снято одноименная OVA.
OVA состоит из двух не связанных по сюжету частей.

## Сюжет

### Часть 1
В первой части идет рассказ о взаимоотношениях мангаки Сэйдзи Ямада с другим более известным мангакой Соно Ханасаки. Сэйдзи Ямада 22 года, он молодой начинающий мангака. Соно Ханасаки — 32 года, рисует мангу для взрослых. Соно знакомится с Сэйдзи и признается, что является его фанатом. Соно приглашает его в бар выпить и они оказываются в постели, на следующее утро Сэйдзи просит стать его парнем.

### Часть 2
Студент Уэно подрабатывает тем, что ухаживает за домашними животными. Ему поступает заказ присмотреть за кроликом Аки-тян, так как хозяин будет в отъезде. Придя по адресу, он обнаруживает пустую квартиру. Осмотрев квартиру, он обнаруживает в шкафу голого юношу в кандалах и с кляпом во рту.